# 8034 Akka
8034 Akka eller 1992 LR är en asteroid i huvudbältet som upptäcktes den 3 juni 1992 av det amerikanska astronom paret Eugene M. och Carolyn S. Shoemaker vid Palomar-observatoriet. Den är uppkallad efter Maderakka i samisk mytologi.
Den tillhör asteroidgruppen Amor.